# Cory Weeds
Cory Weeds (* 1975 in Burnaby, British Columbia) ist ein kanadischer Saxophonist und Impresario. Er ist der Gründer des Plattenlabels Cellar Music Group. Hauptsächlich tritt er bei Live-Jazz-Auftritten in New York auf, was sich in seinem Werbeslogan „New York with Weeds“ widerspiegelt. Mit seinem Altsaxophon ist Weeds eine prägende Figur im Swing-Jazz und hat bisher mehr als 20 Alben veröffentlicht. Er hat mit vielen renommierten Musikern zusammengearbeitet und das Studio geteilt, darunter Bill Charlap, Joey DeFrancesco, Champian Fulton, Jeff Hamilton, Harold Mabern, Roy McCurdy, Brad Turner und viele weitere angesehene Künstler.

## Biografie
Weeds wurde in Burnaby, British Columbia, geboren und wuchs dort auf. In der weiterführenden Schule entdeckte er sein Interesse am Jazz. Später studierte er an der Capilano University und der University of North Texas.

## Karriere
Im Alter von 26 Jahren gründete Weeds im Jahr 2001 den Cellar Jazz Club in Vancouver, der zunächst als kleine Kellergruppe begann. Weeds entwickelte den Club zu einem beliebten Jazzlokal, das vom DownBeat Magazin als einer der besten Jazzclubs Nordamerikas anerkannt wurde. Der Club beherbergte legendäre Musiker wie George Coleman, Louis Hayes, Sheila Jordan, David „Fathead“ Newman, Dr. Lonnie Smith sowie führende Jazzmusiker aus Vancouver, Kanada und den USA, bis er im Februar 2014 seine letzten Konzerte veranstaltete. Weeds war nicht nur der Besitzer des Clubs, sondern spielte dort auch als Bandleader und Sideman mit seiner eigenen Gruppe.
Seine Aufnahmen wurden weltweit mit zahlreichen Auszeichnungen geehrt, darunter Platz 1 in den JazzWeek-Charts. Im Jahr 2018 benannte er seine Cellar-Gruppe in „Cellar Music Group“ um, die mittlerweile rund 350 Aufnahmen veröffentlicht hat. Seit 2016 bucht Weeds auch die Auftritte im Frankie’s Jazz Club in der Innenstadt von Vancouver. Er hat Frankie's Ruf als einen der besten Jazzclubs Kanadas weiter ausgebaut und herausragende amerikanische Musiker wie Roy McCurdy, Bill Charlap und David Hazeltine sowie Talente aus Vancouver wie Brad Turner und Jodi Proznick präsentiert. Zudem gibt es das Festival „Jazz at the Bolt“. Im Jahr 2024 stellte Weeds ein beeindruckendes Lineup für das vierte jährliche zweitägige Festival im Shadbolt Centre for the Arts zusammen.
Weeds hat auch umfangreich als Pädagoge gearbeitet, das Ehrenensemble der BC Music Educators Association geleitet, Saxophonunterricht und Kurse im Musikgeschäft gegeben sowie Privatstunden angeboten. Derzeit ist er Präsident des Fraser MacPherson Jazz Funds.

## Auszeichnungen
Im Jahr 2001 veröffentlichte Weeds’ Gruppe nach mehreren Live-Auftritten ihr eigenes Album, das später Weeds seinen ersten Grammy Award in der Kategorie „Best Large Jazz Ensemble Album“ einbrachte.
2017 feierte Weeds einen Sieg bei den Juno Awards, als Metalwood mit dem Album Twenty, veröffentlicht auf Cellar Live, die Auszeichnung für das Jazz-Album des Jahres in der Kategorie Gruppe gewann.
2023 war ein entscheidendes Jahr für Weeds und die Cellar Music Group. Im März gewannen Weeds und sein Label einen Grammy Award für das selbstbetitelte Album Genera des Gap Jazz Orchestra in der Kategorie „Best Large Ensemble Jazz“. Zudem wurde Weeds vom DownBeat Magazin als #2 „Rising Star Producer“ anerkannt, und Cellar Music belegte Platz 8 in der Kategorie „Plattenlabel des Jahres“.

## Diskografie
- Big Weeds (2008)
- Everything's Coming Up Weeds (2009)
- The Many Deeds of Cory Weeds (2010)
- Just Like That (2011)
- Up a Step: The Music of Hank Mobley (2012)
- With Benefits (2013) – mit dem Bill Coon Quartet
- Let's Go! (2013)
- As of Now (2014)
- Condition Blue: The Music of Jackie McLean (2015)
- This Happy Madness (2015) – mit dem Jeff Hamilton Trio
- It's Easy to Remember (2016)
- Let's Groove: The Music of Earth, Wind & Fire (2017)
- Dreamsville (2017) – mit dem Jeff Hamilton Trio
- Explosion (2018) – Cory Weeds Little Big Band
- Live at Frankie's Jazz Club (2019)
- Dream a Little (2019) – mit Champian Fulton (Duo)
- Day by Day (2020)
- O Sole Mio! Music from the Motherland (2021)
- Cory Weeds With Strings: What Is There to Say? (2021)
- Just Coolin’ (2022)
- Home Cookin’ (2023) – Cory Weeds Little Big Band
- Every Now and Then (2024) – mit Champian Fulton (Duo)

## Nachweise
1. ↑  Cory Weeds New York with Weeds. In: Cory Weeds. Abgerufen am 17. September 2024 (amerikanisches Englisch).
2. 1 2 3 4  Cory Weeds - EPK. In: Cory Weeds. Abgerufen am 17. September 2024 (amerikanisches Englisch).
3. ↑  Top Vinyl Records. 15. September 2024, abgerufen am 17. September 2024 (amerikanisches Englisch).

| Personendaten    | Personendaten                          |
| ---------------- | -------------------------------------- |
| NAME             | Weeds, Cory                            |
| KURZBESCHREIBUNG | kanadischer Saxophonist und Impresario |
| GEBURTSDATUM     | 1975                                   |
| GEBURTSORT       | Kanada                                 |